# 1-я гренадерская бригада
1-я гренадерская бригада — формирование (соединение, гренадерская бригада) Красной Армии в Великой Отечественной войне, уникальное для Красной Армии по наименованию формирование.
В действующей армии с 17 ноября 1941 года по 16 января 1942 года. В официальных документах также именуется 1-я отдельная гренадерская бригада.

## История
Бригада формировалась, по решению Военного Совета Ленинградского фронта и обкома партии, в районе Тихвина в деревне Труфаново за счёт пополнений, поступавших централизованным порядком, собственных ресурсов армии, местного советского и партийного актива, в ноябре 1941 года. В составе бригады было много юношей и девушек старшего школьного возраста, а также Тихвинский коммунистический батальон (3-й) из партактива Тихвина и отозванных из-за линии фронта партизанских отрядов. Наименование «Гренадерской» получила в силу того, что большая часть её формирований вследствие нехватки стрелкового оружия при сформировании была вооружена только гранатами. По некоторым источниками[каким?], стрелкового оружия в бригаде хватило только на два батальона (из трёх полных и одного неполного). Всего личного состава в бригаде было около 2000 человек.

Когда все наши возможности были исчерпаны, я вместе с батальонным комиссаром А. В. Проскуриным пошёл докладывать о результатах Военному совету. Выслушав нас, Кирилл Афанасьевич вздохнул:

— Выходит, что винтовками мы можем обеспечить только два батальона. А с остальными как?

Артиллеристам мы предложили выдать вместо винтовок револьверы. П. И. Ляпин нас поддержал.

— С артиллеристами, пожалуй, так и поступим, — согласился Кирилл Афанасьевич, — но стрелковому батальону с одними наганами делать нечего.

— Добавим к этому гранаты, — подсказал со своей стороны М. Н. Зеленков.

На том и порешили, присвоив новой бригаде несколько необычное название «Отдельная гренадерская».
— Дегтярёв Г. Е., «Таран и щит», — М.: Воениздат, 1966. — 152 с. (Военные мемуары). — Тираж 30 000 экз.
В составе бригады были управление, 4 гренадерских (стрелковых) батальона, отдельный миномётный батальон, отдельные специальные роты (пулемётная, сапёрная, транспортная). В полном объёме формирование бригады так и не было завершено
В первые бои вступила в районе Мелегежской горки, за перекрёсток шоссейной и железной дорог. С 26 ноября 1941 года переходит в активное наступление, действует слева от 65-й стрелковой дивизии. После отвода немецких войск из Тихвина, с 9 декабря 1941 года теснит противника на запад, так, на 15 декабря 1941 года вместе с 27-й кавалерийской дивизией преследует отходящего противника в направлении Матвеевская Харчевня — Ругуй, в общем направлении на Будогощь.
В конце декабря 1941 года передана в оперативное подчинение 80-й кавалерийской дивизии, наступает через Волхов близ Киришей в направлении Березовик — Липовик с задачей к утру 1 января 1942 года занять Липовик, имея в виду выход в район Рамцы для дальнейших действий на Любань, однако все попытки наступления были безуспешными.
16 января 1942 года бригада была расформирована.

## В составе
| Дата            | Фронт (округ)       | Армия               | Корпус | Примечания |
| --------------- | ------------------- | ------------------- | ------ | ---------- |
| 01.11.1941 года | Ленинградский фронт | —                   | —      | —          |
| 01.12.1941 года | —                   | 4-я отдельная армия | —      | —          |
| 01.01.1942 года | —                   | 4-я отдельная армия | —      | —          |

## Командиры
- командир бригады генерал-майор Г. Т. Тимофеев[2]
- военком бригады, старший батальонный комиссар С. Л. Косунович[2]